# Rádio Geice
A Rádio Geice é uma estação emissora de radiodifusão local, emitindo em 90,8 MHz, com 2000 W, em Viana do Castelo, cujo alvará foi atribuído ao GEICE - Grupo de Estudo e Grupo de Estudos e Investigação de Ciências Experimentais.

## História
O Grupo de Estudos e Investigação das Ciências Experimentais recebeu o estatuto de Entidades de Utilidade Pública Declarada em 1985 mas actualmente está em "Situação Irregular", por "incumprimento reiterado dos deveres legais. Em falta envio de documentação a partir do ano 2011.
Após a regularização do espectro radiofónico português em 1988, o GEICE é titular, desde 9 de Maio de 1989, da licença para o exercício da actividade de radiodifusão para cobertura local.
Em 2000, foi renovado o alvará para o exercício de radiodifusão sonora.
Em 2007, a sede do GEICE, encontrava-se na vila de Ponte de Lima, passando para Viana do Castelo em 2008.
Em 2009 Rádio Geice viu a sua licença renovada por mais 10 anos em 14 de Abril.
Em junho de 2016, o Diário de Notícias dá conta de uma acusação por fraude no Ministério Público de Viana do Castelo identificando que esta envolvia uma associação de direito privado, o GEICE, e seu presidente, Carlos Morais Vieira, na acusação de "prática de um crime de fraude na obtenção de subsídio". Alegadamente, Vieira «Conluiou-se com outro arguido, este gerente de uma sociedade que comercializava equipamento de radiodifusão, para que lhe vendesse o material a que se reportava a candidatura, sobre faturando as vendas de modo a que a pessoa coletiva obtivesse na realidade um financiamento a 100%».